# Anthology Film Archives
Anthology Film Archives es un centro internacional para la preservación, el estudio y la exhibición de películas y vídeos en Estados Unidos, con un enfoque particular en el cine independiente, experimental y de vanguardia. El archivo cinematográfico y la sala de cine están ubicados en el 32 de la Segunda Avenida, en la esquina sureste de la East 2nd Street, en un distrito histórico de la ciudad de Nueva York en el barrio de East Village de Manhattan.

## Historia
Anthology Film Archives surgió a partir de inquietudes e ideas que se remontan a principios de la década de 1960, cuando el artista lituano Jonas Mekas, fundador y director de la Film-makers' Cinematheque, un escaparate para las películas de vanguardia, soñaba con establecer un lugar permanente en el que se pudiera proyectar regularmente el creciente número de nuevas películas independientes y vanguardistas. Este sueño se hizo realidad en 1969, cuando Jerome Hill, P. Adams Sitney, Peter Kubelka, Stan Brakhage y Mekas elaboraron los planes para crear un museo dedicado a la visión del arte del cine guiada por la sensibilidad vanguardista. Se formó un comité de selección de películas —James Broughton, Ken Kelman, Kubelka, Mekas y Sitney— para establecer una colección definitiva de películas (The Essential Cinema Repertory) y determinar la estructura de la nueva institución.
Anthology se inauguró el 30 de noviembre de 1970 en el Public Theater de Joseph Papp, con Jerome Hill como patrocinador. Tras la muerte de Hill en 1974, Anthology se trasladó al 80 de Wooster Street en el SoHo. Presionado por la necesidad de un espacio más adecuado, se adquirió su actual sede en East Village en 1979, un antiguo juzgado municipal. Bajo la dirección de los arquitectos Raimund Abraham y Kevin Bone y con un coste de 1.450.000 dólares, el edificio se adaptó para albergar dos salas de cine, una biblioteca de referencia, un departamento de conservación de películas, oficinas y una galería, abriéndose al público el 12 de octubre de 1988.
En 1998, los estudiantes de cine de la Universidad de Nueva York pusieron en marcha el proyecto NewFilmmakers, que se convirtió en una popular serie de sesiones semanales en la que se han proyectado miles de documentales, cortos y largometrajes.

## Programas y colecciones
Anthology Film Archives proyecta cerca de 1.000 funciones públicas al año; presenta semanalmente apariciones en persona de artistas con su obra y publica libros y catálogos históricos y académicos. Anthology mantiene una valiosa colección de aproximadamente 20.000 películas y 5.000 cintas de vídeo y cada año preserva entre 25 y 35 películas, con más de 900 títulos que se conservan en la actualidad (2017). La biblioteca de investigación de Anthology alberga la mayor colección del mundo de materiales en papel que documentan la historia del cine y el vídeo estadounidense e internacional como arte, y a ella acceden semanalmente estudiantes, académicos, investigadores, escritores, artistas y comisarios de arte.

## Artistas notables presentes en la colección
- Vito Acconci
- Peggy Ahwesh
- Kenneth Anger
- Bruce Baillie
- Ericka Beckman
- Jordan Belson
- Wallace Berman
- Edward Bland
- Lizzie Borden
- Stan Brakhage
- Robert Breer
- James Broughton
- Rudy Burckhardt
- Mary Ellen Bute
- Shirley Clarke
- Bruce Conner
- Tony Conrad
- Joseph Cornell
- Storm de Hirsch
- Manuel De Landa
- Maya Deren
- Robert Downey, Sr.
- Ed Emshwiller
- Fluxus
- Hollis Frampton
- Robert Frank
- Ernie Gehr
- Bette Gordon
- Dwinell Grant
- Alexander Hammid
- Hilary Harris
- Jerome Hill
- J. Hoberman
- Peter Hutton
- Ken Jacobs
- Joan Jonas
- Larry Jordan
- Marjorie Keller
- Peter Kubelka
- George Kuchar
- Mike Kuchar
- Frank Kuenstler
- George Landow
- Fernand Léger
- Alfred Leslie
- Helen Levitt
- Len Lye
- Danny Lyon
- Willard Maas
- George Maciunas
- Gregory Markopoulos
- Jim McBride
- Taylor Mead
- Jonas Mekas
- Marie Menken
- Robert Nelson
- Nam June Paik
- Sidney Peterson
- Luther Price
- Ron Rice
- Hans Richter
- Lionel Rogosin
- Barbara Rubin
- Carolee Schneemann
- Paul Sharits
- Harry Smith
- Jack Smith
- Michael Snow
- Warren Sonbert
- Frank Stauffacher
- Amy Taubin
- Stan Vanderbeek
- Andy Warhol
- Joyce Weiland
- Jud Yalkut

## El edificio
El Manhattan Third District Magistrate's Courthouse and Jail (Juzgado y Cárcel del Tercer Distrito de Manhattan), también conocido como New Essex Market Courthouse (Juzgado del Nuevo Mercado de Essex), en el número 32 de la Segunda Avenida, también conocido como 43-45 East 2nd Street, se inauguró el 30 de abril de 1919. El edificio de tres plantas de ladrillo y terracota fue diseñado en estilo renacentista por Alfred Hopkins, autor de un libro sobre la construcción de cárceles.  El diseño sustituyó a un plan más ambicioso de 1913 para una torre municipal de 14 plantas.
Uno de los asesinatos de bandas más notorio, en un barrio entonces famoso precisamente por sus bandas, se produjo a las puertas de este juzgado el 28 de agosto de 1923, cuando "Kid Dropper" fue asesinado por el pistolero Louis Cohen.
El tribunal se trasladó después de febrero de 1946, y el edificio se convirtió en un centro juvenil de la Police Athletic League[10]. Después de 1948, el edificio se conoció como Lower Manhattan Magistrate's Courthouse (Tribunal de Primera Instancia del Bajo Manhattan).
El edificio se encuentra dentro del Distrito Histórico de East Village/Lower East Side, designado por la Comisión para la Preservación de Monumentos Históricos de Nueva York en 2012.